# Società Sportiva Cavese 1980-1981
Questa voce raccoglie le informazioni riguardanti la Società Sportiva Cavese nelle competizioni ufficiali della stagione 1980-1981.

## Rosa
| N. |                   | Ruolo | Calciatore            |
| -- | ----------------- | ----- | --------------------- |
|    | Italia (bandiera) | C     | Adriano Banelli       |
|    | Italia (bandiera) | A     | Mauro Bordoni         |
|    | Italia (bandiera) | C     | Paolo Braca           |
|    | Italia (bandiera) | A     | Piero Burla           |
|    | Italia (bandiera) | A     | Alfredo Canzanese     |
|    | Italia (bandiera) | C     | Antonio Crusco        |
|    | Italia (bandiera) | D     | Mauro Della Bianchina |
|    | Italia (bandiera) | A     | Claudio De Tommasi    |
|    | Italia (bandiera) | D     | Ezio Glerean          |
|    | Italia (bandiera) | C     | Giovanni Gregorio     |
|    | Italia (bandiera) | D     | Antonio Infante       |

| N. |                   | Ruolo | Calciatore        |
| -- | ----------------- | ----- | ----------------- |
|    | Italia (bandiera) | D     | Gaetano Longo     |
|    | Italia (bandiera) | D     | Antonio Magliocca |
|    | Italia (bandiera) | C     | Sergio Mari       |
|    | Italia (bandiera) |       | Franco Nuoto      |
|    | Italia (bandiera) | D     | Roberto Pidone    |
|    | Italia (bandiera) | D     | Adriano Polenta   |
|    | Italia (bandiera) | C     | Ernesto Truddaiu  |
|    | Italia (bandiera) | A     | Alessandro Turini |
|    | Italia (bandiera) | P     | Aldo Vannoli      |
|    | Italia (bandiera) | C     | Enrico Viciani    |

## Risultati

### Campionato

#### Girone di andata
| 28 settembre 1980 1ª giornata | Cavese | 2 – 0 | Livorno |  |

| 5 ottobre 1980 2ª giornata | Arezzo | 1 – 1 | Cavese |  |

| 12 ottobre 1980 3ª giornata | Cavese | 1 – 0 | Reggina |  |

| 19 ottobre 1980 4ª giornata | Salernitana | 1 – 0 | Cavese |  |

| 26 ottobre 1980 5ª giornata | Cavese | 2 – 1 | Benevento |  |

| 2 novembre 1980 6ª giornata | Giulianova | 0 – 0 | Cavese |  |

| 9 novembre 1980 7ª giornata | Cavese | 2 – 2 | Paganese |  |

| 16 novembre 1980 8ª giornata | Turris | 0 – 1 | Cavese |  |

| 23 novembre 1980 9ª giornata | Nocerina | 0 – 0 | Cavese |  |

| 30 novembre 1980 10ª giornata | Cavese | 2 – 0 | Siracusa |  |

| 7 dicembre 1980 11ª giornata | Rende | 0 – 0 | Cavese |  |

| 14 dicembre 1980 12ª giornata | Cavese | 1 – 0 | Sambenedettese |  |

| 21 dicembre 1980 13ª giornata | Ternana | 1 – 1 | Cavese |  |

| 4 gennaio 1981 14ª giornata | Cavese | 3 – 0 | Matera |  |

| 11 gennaio 1981 15ª giornata | Francavilla | 1 – 1 | Cavese |  |

| 18 gennaio 1981 16ª giornata | Cavese | 1 – 1 | Campobasso |  |

| 25 gennaio 1981 17ª giornata | Cosenza | 0 – 0 | Cavese |  |

#### Girone di ritorno
| 1º febbraio 1981 18ª giornata | Livorno | 1 – 2 | Cavese |  |

| 8 febbraio 1981 19ª giornata | Cavese | 1 – 1 | Arezzo |  |

| 15 febbraio 1981 20ª giornata | Reggina | 2 – 1 | Cavese |  |

| 22 febbraio 1981 21ª giornata | Cavese | 3 – 1 | Salernitana |  |

| 1º marzo 1981 22ª giornata | Benevento | 1 – 1 | Cavese |  |

| 8 marzo 1981 23ª giornata | Cavese | 1 – 0 | Giulianova |  |

| 15 marzo 1981 24ª giornata | Paganese | 2 – 1 | Cavese |  |

| 29 marzo 1981 25ª giornata | Cavese | 0 – 0 | Turris |  |

| 5 aprile 1981 26ª giornata | Cavese | 1 – 1 | Nocerina |  |

| 12 aprile 1981 27ª giornata | Siracusa | 0 – 0 | Cavese |  |

| 26 aprile 1981 28ª giornata | Cavese | 1 – 0 | Rende |  |

| 3 maggio 1981 29ª giornata | Sambenedettese | 0 – 0 | Cavese |  |

| 10 maggio 1981 30ª giornata | Cavese | 3 – 2 | Ternana |  |

| 17 maggio 1981 31ª giornata | Matera | 0 – 0 | Cavese |  |

| 24 maggio 1981 32ª giornata | Cavese | 2 – 0 | Francavilla |  |

| 31 maggio 1981 33ª giornata | Campobasso | 1 – 0 | Cavese |  |

| 7 giugno 1981 34ª giornata | Cavese | 3 – 1 | Cosenza |  |